# Pozsonyi kifli

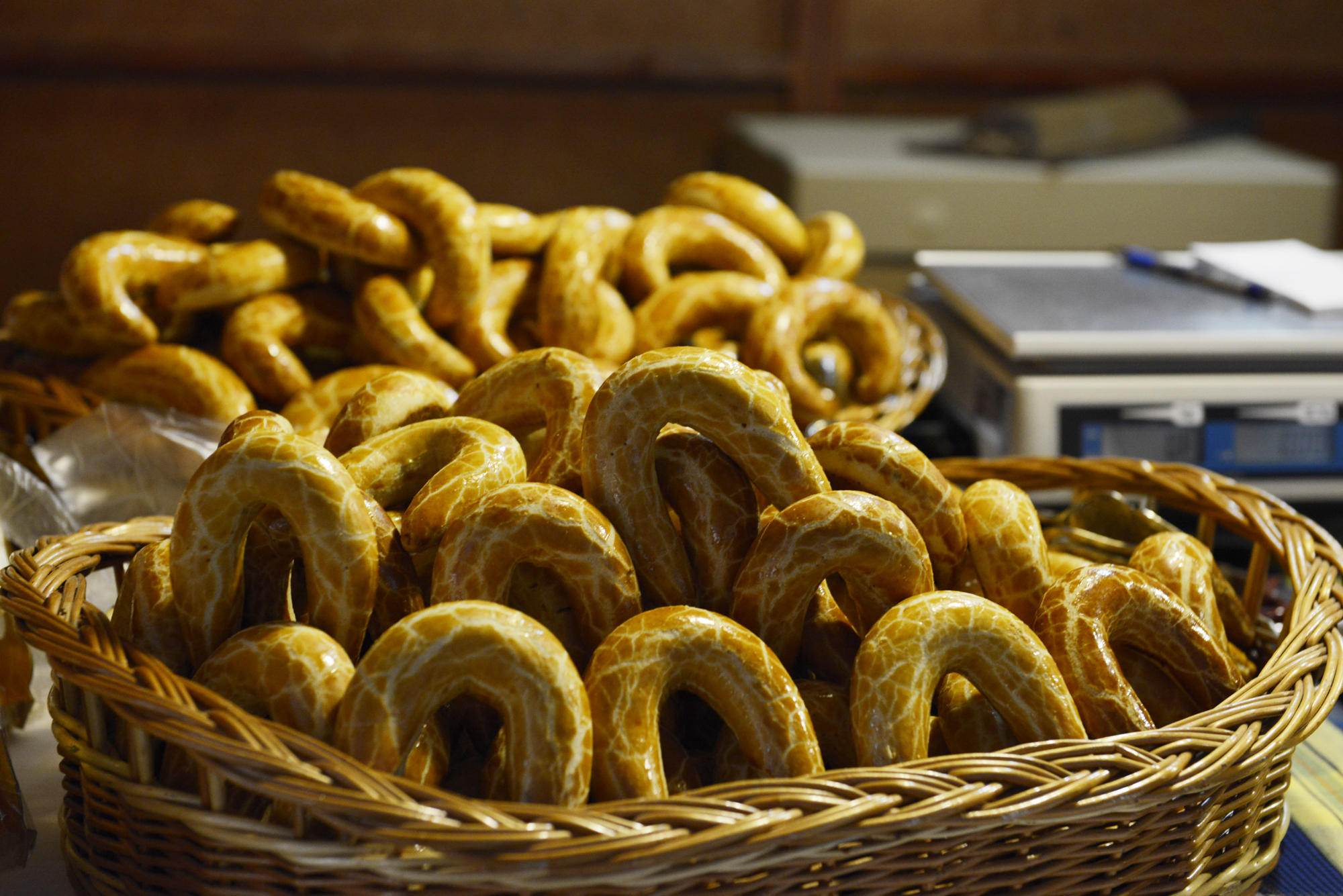
Pozsonyi kiflik fonott kosárban (elől patkó alakú mákos, hátrébb C alakú diós kiflik)

A pozsonyi kifli (szlovákul Bratislavský rožok; németül Pressburger Kipfel) hajlított alakú, fényesre tojásozott felületű, omlós, mákkal vagy dióval töltött édes sütemény, amelyet eredetileg Pozsonyban kezdtek el készíteni évszázadokkal ezelőtt és innen terjedt el, legalábbis a volt Osztrák–Magyar Monarchia területein. E hagyományos elnevezésű terméket több mint 200 éve készítik.
Fogyasztása a karácsonyi ünnepek idején tipikus. Vitatott, hogy kialakulásának van-e köze az ugyancsak mákkal vagy dióval töltött, de más alakú és állagú bejglihez.

## Története
Története a 16. század közepére nyúlik vissza. Kitalálójáról megbízható forrás nem áll rendelkezésre, egyesek a pozsonyi sütőmestereknek, mások bécsi cukrászoknak tulajdonítják az érdemet. Könyvelési bejegyzésekre hivatkozva Vladimír Tomčík szerint a Bratislavský rožok már az 1590-es években kapható volt nyilvános éttermekben, bár gyártása sokkal régebbi keletű. Az a történet is tartja magát, hogy maga a kifli (Kipfel) elnevezést Bécs sikertelen török ostroma után egy Wendler nevű bécsi sütőmester találta ki: amikor a városon kívüli Szent István templom tornyán a török félholdat visszacserélték keresztre, az az ötlete támadt, hogy „megeteti” a félholdat az emberekkel kárpótlásul, amiért az ostrom alatt annyit koplaltak. A kifli ezért lett félhold alakú és a névadója a „Gipfel” – azaz orom (templomcsúcs).
Egy másik történet szerint 1785-ben, Mikulás napján, Scheuermann (Shiermann) pékmester egy új, töltött süteményt helyezett el a kirakatában, amely a későbbiek során mint Pressburger beugle honosodott meg a köztudatban. A cukrászt Ortvay Tivadar is megemlíti könyvében: „nem messze Mayer Győző cukrászdájától áll Scheuermann régi péksége (ma Lauda), amelynek specialitásai, a mákos és diós patkók hírnevessé tették Pozsonyt”.
Az 1830-ban megjelent Czifray István féle Magyar nemzeti szakácskönyv „Posonyi finom mákos kaláts” néven tartalmazott egy receptet.
A Bratislavský rožok elnevezésű terméket Pozsonyban később több pékmester is sütötte. Közülük az
egyik legismertebb Schwappach Ágoston volt, aki 1834-ben alapított pékségében mákos és diós patkókat kínált.
A Bratislavský rožok elnevezést csak 1918 után, Csehszlovákia megalakulását követően kezdték el használni, miután a hivatalos városnév Bratislavára változott a Pressburg, illetve Pozsony helyett. Korábban Prešporský rožok-nak is hívták.[forrás?] Az eredeti „beugle” elnevezés a magyar nyelvben „patkó”-ként honosodott meg, ami szlovák nyelven is patkót jelent (podkova). A kifli kifejezést a város új elnevezésével összefüggésben kezdték el használni és Magyarországon a mai napig is pozsonyi kiflinek hívják a süteményt. Ausztriában is gyakoribb a Pressburger Kipfel elnevezés, mint a „beugle” kifejezés, amely egyre ritkábban fordul elő.

## Hagyományos különleges termék

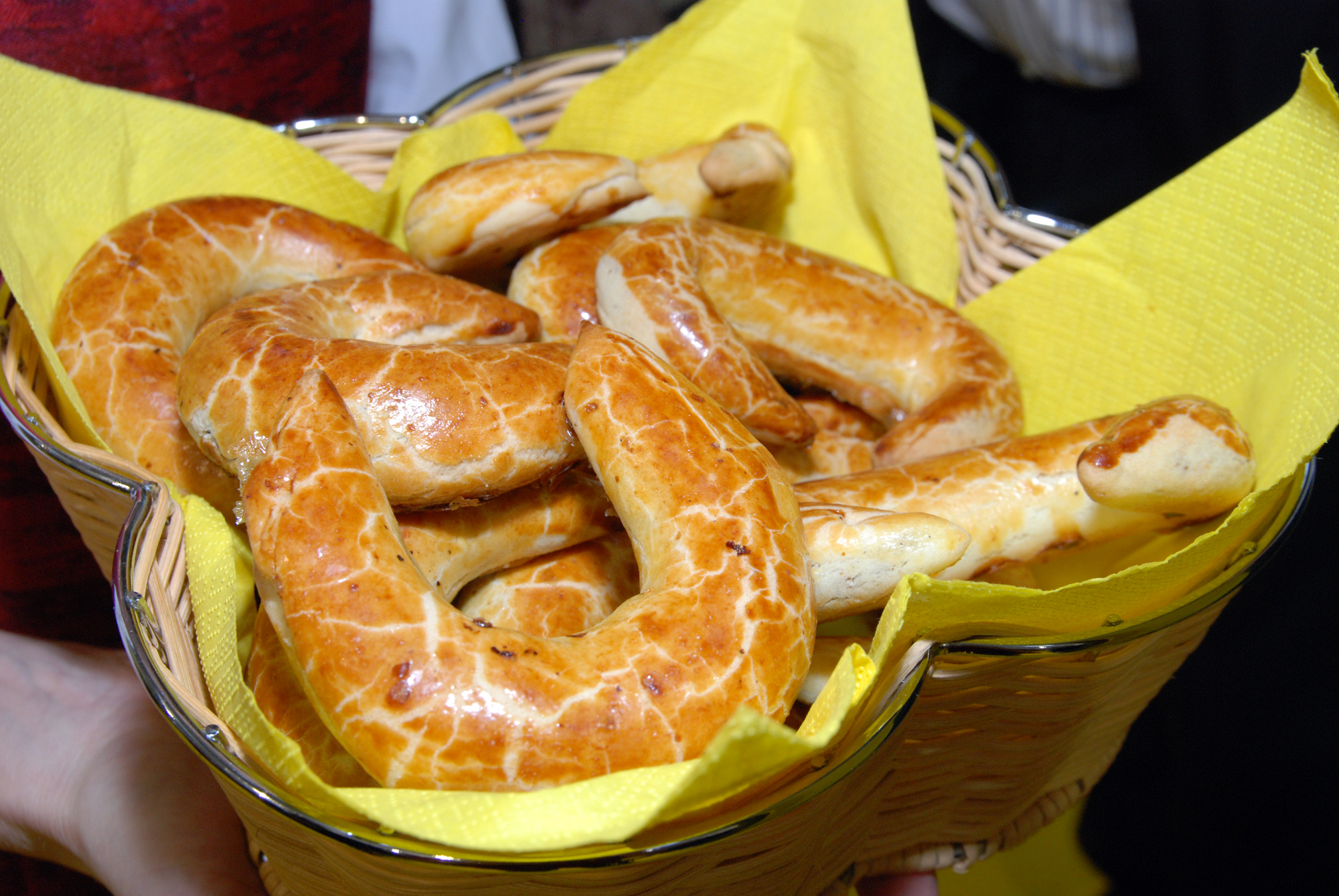
A Pozsonyi kifli hagyományos különleges termék, elnevezése „Bratislavský rožok” vagy „Pressburger Kipfel” vagy „Pozsonyi kifli”

Az Európai Bizottság 2009. december 24-én közzétette az Európai Unió Hivatalos Lapjában Szlovákia 2008. február 4-én beérkezett kérelmét a "Bratislavský rožok"/"Pressburger Kipfel"/"Pozsonyi kifli" elnevezés bejegyzésére. A Hagyományos különleges termékként történő bejegyzést a szlovák pék- és cukrászcéh kezdeményezte.
Németország, Ausztria és Magyarország kifogással élt a bejegyzés ellen, és ez az 509/2006/EK rendelet alapján elfogadhatónak bizonyult. A Bizottság ezért 2010. november 11-i leveleiben felhívta az érintett tagállamokat, hogy folytassák le a megfelelő egyeztetéseket.
Az országok hat hónapon belül megállapodásra jutottak, amelyről 2011. május 16-án értesítették a Bizottságot; a megállapodás tartalmazta az eredeti termékleírás módosításait és különösen a bejegyzés iránti kérelemben szereplő azon kérés törlését, amely az elnevezésnek a kizárólagosságára vonatkozott (az 509/2006/EK rendelet 13. cikkének (2) bekezdése lehetővé teszi a kérelmezőnek, hogy a bejegyzés után, a hasonló termékeket ezen a néven már nem forgalmazhatják tovább, akkor sem, ha nem tüntetik fel azokon a "Hagyományos különleges termék" 'HKT' megjelölést).
Szlovákia így újra benyújtotta a kérelmét (ez 2011. szeptember 30-án jelent meg), és ezt az Európai Bizottság 2012 augusztusában már jóváhagyta: ekkor vált a pozsonyi kifli Hagyományos különleges termékké.

### Leírása
Az EU-bejegyzési kérelemben szereplő leírás szerint a Pozsonyi kifli mákkal vagy dióval töltött, kifli alakú finom pékáru márványszerű, fényes felülettel.
Érzékszervi tulajdonságai:
- felülete barna – sötétbarna színű,
- az egységesen fényes barna, illetve sötétbarna felületen a kifli tetején lévő világosabb erezés márványos felületre emlékeztet,
- felülete szilárd, kettétörés esetén porhanyós és omlós,
- metszetben a néhány milliméteres burkolaton kívül csak a töltelék van,
- a töltelék színe sötét, illetve csaknem fekete, ha a töltelék mákos,
- barna színű, ha diós.
- finom, a felhasznált töltelékre jellemző ízű (tehát mákos vagy diós ízű), kellemesen édes, a felhasznált adalékok illatával dúsított.

Fizikai tulajdonságai:
- formája patkó alakú, elkeskenyedő végekkel, ha a töltelék mákos,
- C betű formájú ha diós,
- a sütemény tömege 40-60 gramm.

Kémiai tulajdonságai:
- a szárazanyag zsírtartalma minimum 20 százalék,
- a szárazanyag cukortartalma minimum 12 százalék.